# 三量体 (生化学)

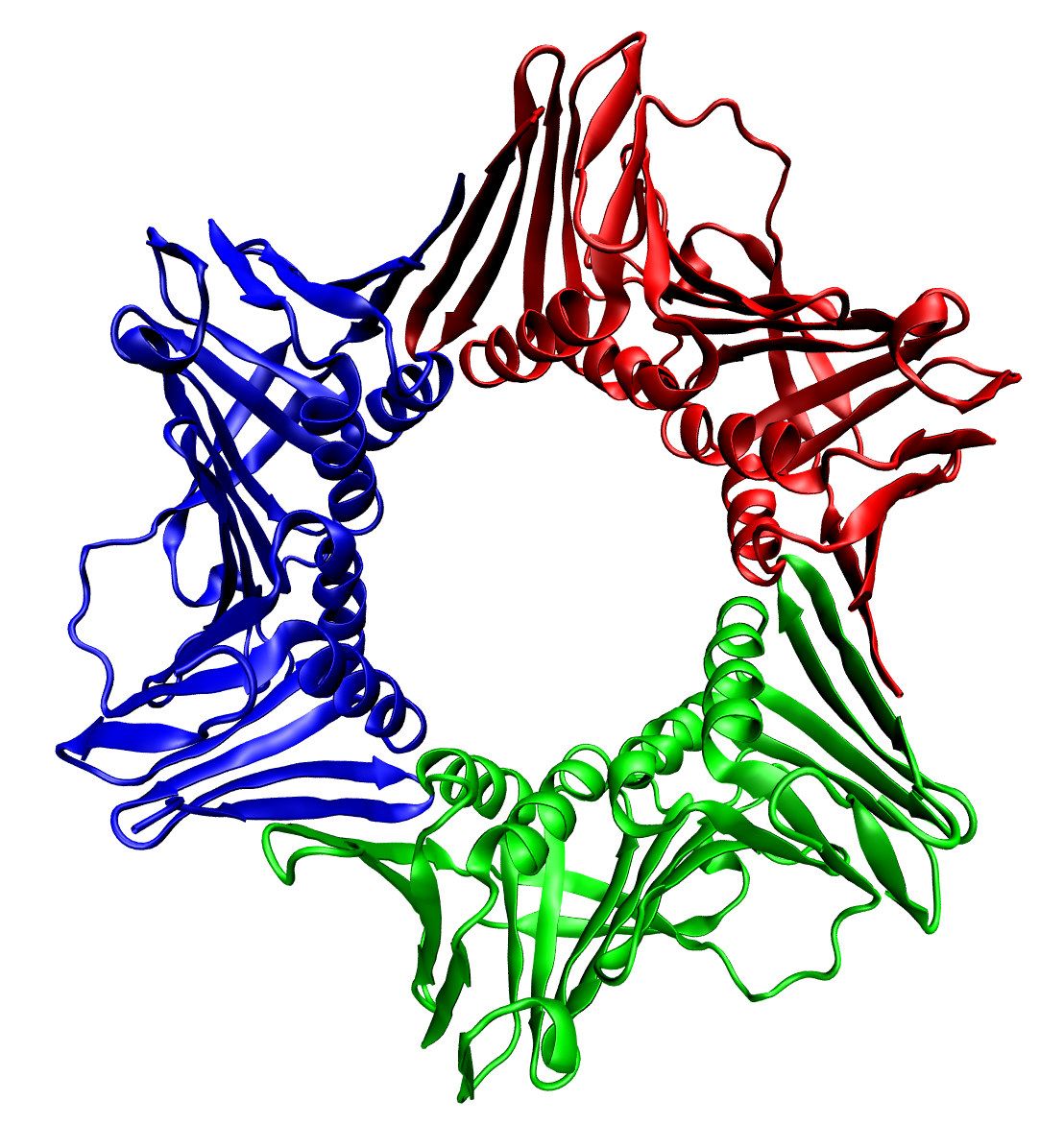
ヒトのPCNA (PDB)のリボンモデル。三量体を構成する赤・青・緑の3つのポリペプチド鎖が示されている。

生化学において、三量体（さんりょうたい）またはトリマー (trimer) とは、3つのタンパク質または核酸のような高分子同士が非共有結合し形成した複合体を指す。ホモ三量体は3つの同一の分子によって形成したものを指す。一方、ヘテロ三量体は3つの異なる高分子によって形成したものを指す。例えば、コラーゲンはホモ三量体タンパク質である。